# Franz von Stejskal

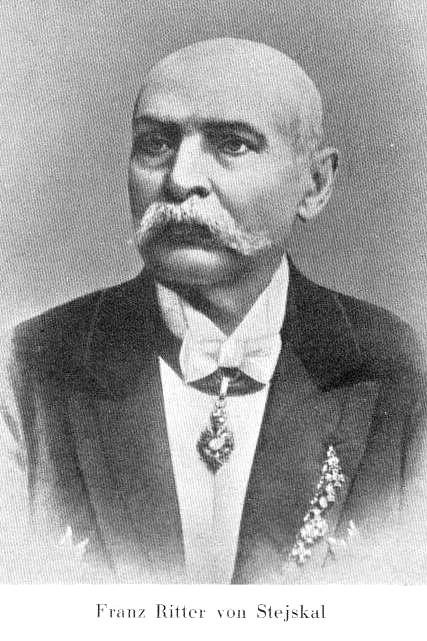
Franz von Stejskal

Franz Ritter von Stejskal (* 20. Oktober 1829 in Trebitsch, Mähren; † 25. August 1898 in Reichenau an der Rax) war ein österreichischer Polizeipräsident in Wien. Er war von 1892 bis 1897 Leiter der k.k. Polizeidirektion in Wien mit dem Titel Polizeipräsident.
Franz von Stejskal studierte Rechtswissenschaften an der Universität Wien und trat dann 1853 als Praktikant bei der Wiener Polizeidirektion ein. Er leitete während der Weltausstellung 1873 das Praterkommissariat. 1879 wurde er Polizeirat, 1880 Regierungsrat und Leiter der Prager Polizeidirektion. 1892 wurde er zum Präsidenten der Wiener Polizeidirektion ernannt. Im ersten Jahr seiner Amtszeit trat mit 1. Jänner 1892 die Eingemeindung der Wiener Vororte am rechten Donauufer als Bezirke 11 bis 19 in Kraft. Die zuvor selbstständigen Gemeinden dieses Gebietes waren allerdings schon zuvor Teile des k.k. Polizeirayons Wien. Nicht nur infolge dieser Eingemeindung nahm die Einwohnerzahl Wiens in diesen Jahren sehr stark zu. Die sozialen Probleme (Arbeits- und Wohnungslosigkeit) beschäftigten, da Sozialpolitik im heutigen Sinn noch nicht bestand, vor allem die Polizei.
Das 1895 eröffnete Vergnügungsetablissement „Venedig in Wien“ im Wiener Prater wurde auf Grund der Erfahrungen, die man dort machen könne, unter anderen von Karl Kraus kritisiert. Stejskal sah das Thema pragmatischer: „Endlich hab'n wir an' Ort, wo wir alle Gauner finden werden.“.